# Samuel Kuffour
Samuel Osei Kuffour (Kumasi, 3 september 1976) is een voormalige Ghanees profvoetballer.
Kuffour speelde jarenlang bij Bayern München. Hij begon in de jeugd van de Duitse club en in het seizoen 1994/95 debuteerde hij in het eerste elftal. Een seizoen later werd Kuffour verhuurd aan 1. FC Nürnberg, maar in 1996 keerde hij terug bij Bayern München en de Ghanees werd een belangrijke waarde. Kuffour won met Bayern München de UEFA Champions League (2001) evenals diverse landstitels. In het seizoen 2004/05 zat Kuffour vooral op de bank en in 2005 besloot hij daarom te vertrekken naar AS Roma.
In 2005 plaatste Kuffour zich met het nationaal elftal voor het Wereldkampioenschap voetbal 2006, de eerste WK-deelname van Ghana ooit. In 2006 nam Kuffour met Ghana bovendien deel aan de Africa Cup, waarin Ghana echter in de groepsfase al werd uitgeschakeld.
Op 28 januari 2008 werd bekend dat Kuffour overstapt naar Ajax als vervanger van de gestopte aanvoerder Jaap Stam. Hij tekende voor een half jaar met een optie tot een met tweejarige verlenging. Hij kreeg echter op 19 mei 2008 te horen dat hij kon vertrekken.
In de zomer van 2008 zou hij een contract tot eind 2008 getekend hebben bij het Russische FC Khimki. Op 8 september bleek dit niet te kloppen, ook werd hij nog gelinkt aan Chicago Fire, maar dat ging uiteindelijk niet door. Gerucht was dat hij in 2009 ging spelen bij Asante Kotoko in zijn geboorteland, maar ook dit bleek later niet waar te zijn.
Op 25 mei 2010 maakte Kuffour bekend te stoppen met het beoefenen van profvoetbal.

## Clubstatistieken
| Seizoen                                           | Club           | Competitie    | Duels | Goals |
| ------------------------------------------------- | -------------- | ------------- | ----- | ----- |
| 1994/95                                           | Bayern München | 1. Bundesliga | 9     | 0     |
| 1995/96                                           | 1. FC Nürnberg | 1. Bundesliga | 12    | 1     |
| 1996/97                                           | Bayern München | 1. Bundesliga | 22    | 0     |
| 1997/98                                           | Bayern München | 1. Bundesliga | 17    | 2     |
| 1998/99                                           | Bayern München | 1. Bundesliga | 15    | 0     |
| 1999/00                                           | Bayern München | 1. Bundesliga | 18    | 2     |
| 2000/01                                           | Bayern München | 1. Bundesliga | 23    | 1     |
| 2001/02                                           | Bayern München | 1. Bundesliga | 21    | 0     |
| 2002/03                                           | Bayern München | 1. Bundesliga | 20    | 1     |
| 2003/04                                           | Bayern München | 1. Bundesliga | 23    | 1     |
| 2004/05                                           | Bayern München | 1. Bundesliga | 7     | 0     |
| 2005/06                                           | AS Roma        | Serie A       | 21    | 0     |
| 2006/07                                           | Livorno        | Serie A       | 18    | 0     |
| 2007/08                                           | AS Roma        | Serie A       | 0     | 0     |
| 2007/08                                           | Ajax           | Eredivisie    | 2     | 0     |
| Totaal                                            | Totaal         | Totaal        | 228   | 8     |
| Tabel voor het laatst bijgewerkt op 7 april 2008. |                |               |       |       |

## Erelijst

### Bayern München
- Intercontinental Cup: 2001
- UEFA Champions League: 2001
- UEFA Champions League: finalist 1999
- Kampioen Duitse Bundesliga: 1997, 1999, 2000, 2001, 2003 en 2005
- Duitse beker: 1998, 2000, 2003 en 2005
- Duitse League Cup: 1997, 1998, 1999, 2000 en 2004

### AS Roma
- Italiaanse beker: finalist 2006
- Italiaanse SuperCup : 2007

### Internationaal
- 1991 FIFA Wereldkampioenschap onder 17: winnaar
- 1992 Olympische Spelen: bronzen medaille
- 1993 FIFA Wereldkampioenschap onder 17: verliezend finalist
- 1993 FIFA Wereldkampioenschap onder 20: verliezend finalist
- 1996 Africa Cup: 4e plaats

### Individueel
- Afrikaans voetballer van het jaar: runner-up 1999 en 2001
- Fifa All-Star verdediger
- Top 30 beste Afrikaanse spelers aller tijden: lid
- BBC Afrikaans voetballer van het jaar: winnaar 2001
- Ghanees voetballer van het jaar: 1998, 1999 en 2001
- Jongste deelnemer Olympische voetbaltoernooi: 15 jaar, 11 maanden en 4 dagen
- Jongste scorende verdediger in Champions League: FC Bayern München - FC Spartak Moskva 2-2, 2 november 1994; 18 jaar en 61 dagen
- Meeste wedstrijden Afrikaanse speler in Champions League
- Ghanees atleet van het jaar: 2001